# CX Finance Centrum
Le CX Finance Centrum est une compétition de cyclo-cross disputée à Udiča-Prostné, en Slovaquie.

## Palmarès
| Année | Vainqueur        | Deuxième       | Troisième          |
| ----- | ---------------- | -------------- | ------------------ |
| 2012  | Martin Bína      | Ondřej Bambula | Zdeněk Mlynář      |
| 2013  | Egoitz Murgoitio | Milan Barényi  | Yorben van Tichelt |
| 2014  | Matej Lasák      | Lukáš Bátora   | Jaroslav Chalas    |